# Yūki Kaji
Yūki Kaji (梶 裕貴, Kaji Yūki; Tóquio, 3 de Setembro de 1985) é um seiyū japonês. Ele passou grande parte de sua vida na cidade de Sakado, Saitama. Ele é afiliado à Arts Vision.

## Carreira
Sua carreira como seiyū começou em 2006, com uma pequena participação no anime Fushigiboshi no Futagohime. Estritamente falando, seu primeiro trabalho foi no jogo Teikoku sen Senki, de 2004.
Em 2007 fez o papel de Shinozaki Mikoto, da série Over Drive, seu primeiro trabalho como protagonista de uma série. Em 2009, ganhou o prêmio como ator revelação na terceira edição do Seiyu Awards e posteriormente ganhou também o prêmio de Melhor Ator de Voz dois anos consecutivos na sétima e oitava edição do prêmio, em 2013 e 2014.

## Trabalhos
Negrito significa protagonista/personagem principal.

### Anime

#### 2006
- Ouran High School Host Club como Chikage Ukyo(ep 14)

#### 2007
- Fist of the Blue Sky como Tài-Yán (jovem)
- Kirarin Revolution como Takashi Matsushima
- Night Wizard the Animation como Longinus
- Over Drive como Mikoto Shinozaki
- Pururun! Shizuku-chan como Umihiko
- Shōnen Onmyōji como Kōta
- Stitch! como Tonbo

#### 2008
- Inazuma Eleven como Ichinose Kazuya
- Kuroshitsuji como Finnian
- Yozakura Quartet como Akina Hiizumi
- Suikoden Tierkreis como O Herói (Sieg)

#### 2009
- Fairy Tail as Lyon Bastia
- Inazuma Eleven as Fudō Akio
- Miracle Train - Ōedo-sen e Yōkoso as Iku Shiodome

#### 2010
- Bakugan Battle Brawlers: New Vestroia as Gus Grav
- Durarara!! as Walker Yumasaki
- Kuroshitsuji II as Finnian
- Ōkami-san to Shichinin no Nakamatachi as Saburō Nekomiya
- Ookiku Furikabutte ~Natsu no Taikai-hen~ as Shun Abe
- Otome Yōkai Zakuro as Ganryu Hanakiri
- SD Gundam Sangokuden Brave Battle Warriors as Liu Bei (Ryū Bi) Gundam
- Star Driver: Kagayaki no Takuto as Takeo Takumi / Sword Star

#### 2011
- Ao no Exorcist (Miwa Konekomaru)[4]
- Kimi to Boku. (Akira)
- Guilty Crown (Ōma Shū)
- C³ (Yachi Haruaki)[5]
- Deadman Wonderland (Takami Yō)
- No. 6 (Shion)
- Hanasaku Iroha (Tanemura Kōichi)
- Ro-Kyu-Bu! (Hasegawa Subaru)[6]

#### 2012
- Accel World como Haruyuki Arita
- Aquarion Evol como Amata Sora
- Berserk Golden Age Arc I: The Egg of the King como Judeau
- Berserk Golden Age Arc II: The Battle for Doldrey como Judeau
- Daily Lives of High School Boys como Glasses
- High School DxD como Issei Hyōdō
- Kimi to Boku 2 como Akira
- Lupin III: Mine Fujiko to Iu Onna como Oscar
- Nazo no Kanojo X como Kōhei Ueno

#### 2013
- Maoyū Maō Yūsha como estudante de cabelo loiro
- Attack on Titan como Eren Yeager
- Valvrave the Liberator como Q-vier
- Brothers Conflict como Wataru Asahina
- Strike the Blood como Kou Amazuka
- White Album 2 como Takahiro Ogiso
- Daiya no Ēsu como Mei Narumiya

#### 2016
- JoJo's Bizarre Adventure como Koichi Hirose
- Boku no Hero Academia como Todoroki Shouto

#### 2018
- Karakai Jozu no Takagi-san como Nishikata
- Pop Team Epic como Pipimi(Episódio 6-B)
- Wotaku ni Koi wa Muzukashii como Naoya Nifuji
- The Legend of the Galactic Heroes: Die Neue These Kaikō como
- Inazuma Eleven: Ares no Tenbin como Sasuke Kozōmaru e Akio Fudō
- Inazuma Eleven: Orion no Kokuin como Akio Fudō, Ichinose Kazuya e Sasuke Kozōmaru

### Jogos
- Agarest Senki Zero (Leonis)
- Suikoden Tiekreis (Protagonista)
- Teikoku sen Senki (Akiraran)
- Life With the Idol (Amami Yū)
- Granblue Fantasy (Veight)
- Valkyria Revolution (Basil · Savanju)
- Fire Emblem Heroes (Takumi)
- Super Smash Bros. Ultimate (Herói(Oito))
- JoJo's Bizarre Adventure: Last Survivor (Koichi Hirose)
- Death Come True (Concierge do hotel)
- Arknights (Ayerscarpe)